# Finlandia na Letnich Igrzyskach Olimpijskich 2008
Finlandię na Letnich Igrzyskach Olimpijskich 2008 reprezentowało 58 zawodników.
Był to 22. start reprezentacji Finlandii na letnich igrzyskach olimpijskich.

## Zdobyte medale
| Medal  | Zawodnik                  | Dyscyplina    | Konkurencja                         |
| ------ | ------------------------- | ------------- | ----------------------------------- |
| Złoto  | Satu Mäkelä-Nummela       | Strzelectwo   | Trap kobiet                         |
| Srebro | Minna Nieminen Sanna Stén | Wioślarstwo   | LW2x (dwójka podwójna wagi lekkiej) |
| Brąz   | Henri Hakkinen            | Strzelectwo   | Karabin pneumatyczny 10 m mężczyzn  |
| Brąz   | Tero Pitkämäki            | Lekkoatletyka | Rzut oszczepem mężczyzn             |